# Catedral de Barbastro

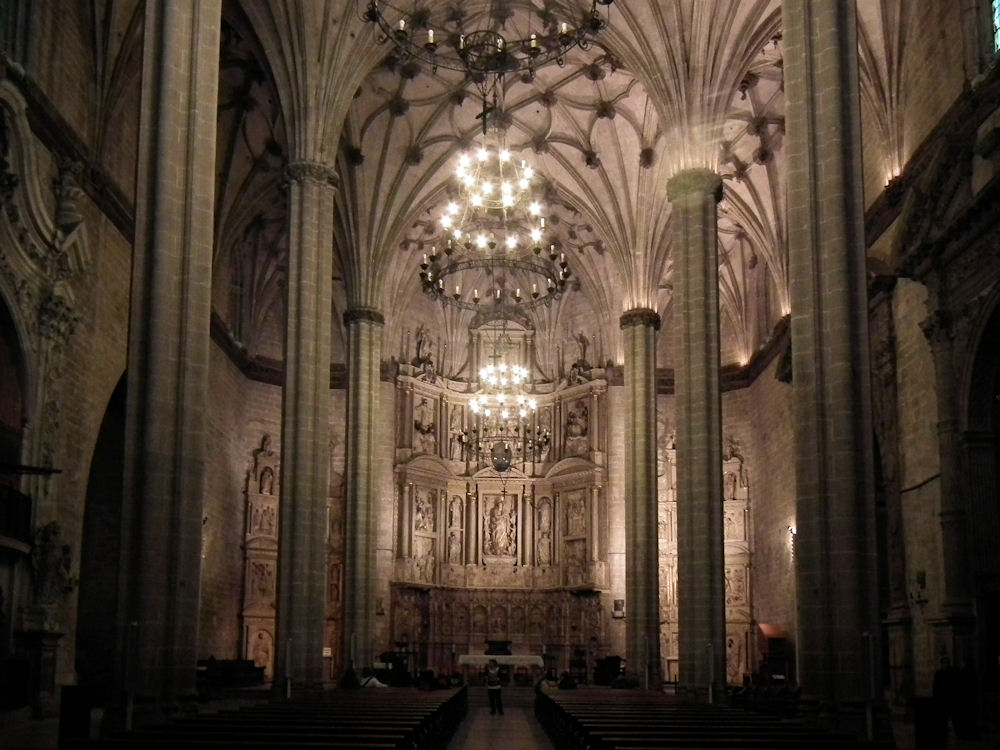
Interior de la catedral

La catedral de Santa María de la Asunción de Barbastro (Huesca) se construyó en estilo gótico entre los años 1517 y 1533.
Es de tipo salón, con tres naves de igual altura con bóvedas de crucería estrellada sustentadas por seis esbeltas columnas fasciculadas. El retablo mayor está realizado en alabastro y madera policromada, trabajando en parte de su basamento Damián Forment, el mejor maestro escultor de su tiempo en la Corona de Aragón.

## Descripción
La actual catedral de Barbastro se construyó entre los años 1517 y 1533 y fue financiada por el Consejo de la Ciudad con el objetivo de edificar un magnífico edificio que contribuyera a recuperar para la ciudad la categoría de sede episcopal que había perdido en 1149. Esta condición la recuperó en 1573.
Anteriormente existió en el mismo lugar otro edificio consagrado en el año 1101 por el primer obispo de Barbastro, San Poncio, tras la conquista de la ciudad por el rey de Aragón Pedro I, construido a su vez en el solar que anteriormente había ocupado la mezquita mayor musulmana.
En una inscripción que recorre los muros de la iglesia, a la altura del arranque de las bóvedas, se puede leer: toda hermosa eres, amiga mía, y en ti no hay defecto (···) Señor, tu casa está perfectamente construida sobre roca firme.
Si bien los elementos formales son góticos, la concepción del espacio interior está mucho más próximo a la nueva estética del renacimiento. Las seis hermosas columnas que sustentan sus tres naves, con unos 15 metros de altura, continúan en arcos y nervios formando bóvedas de crucería estrellada sin cúpula ni crucero. Intervinieron los arquitectos Juan de Segura y Juan de Sariñena.
El retablo mayor dedicado a la Asunción de la Virgen está realizado en alabastro, material abundante en Aragón, y madera policromada. Parte del basamento es obra de Damián Forment, el mejor maestro escultor que hubo en la Corona de Aragón en el siglo XVI, y que fue el introductor en estas tierras de las nuevas formas renacentistas. Su discípulo Juan de Liceyre completó el conjunto con escenas dedicadas a la Pasión y Muerte de Cristo: la Oración en el huerto, Prendimiento, Ecce Homo, Cristo camino del Calvario y la Piedad. En 1560 se finalizaría esta parte del retablo, que quedaría incompleto hasta que, entre 1600 y 1602, se acometiera la realización de los cuerpos superiores. Un equipo integrado por Juan Miguel Orliens, Pedro Martínez de Calatayud, y Pedro de Aramendia concluiría la obra, ya en un estilo sumamente distinto, y moderado, que responde a la nueva estética romanista. A ambos lados del altar mayor se levantan otros dos retablos, uno del siglo XVII, dedicado a San Ramón, obispo de Barbastro, y otro realizado en siglo XVIII por el escultor barbastrense Antonio Malo dedicado a San Pedro Apóstol.

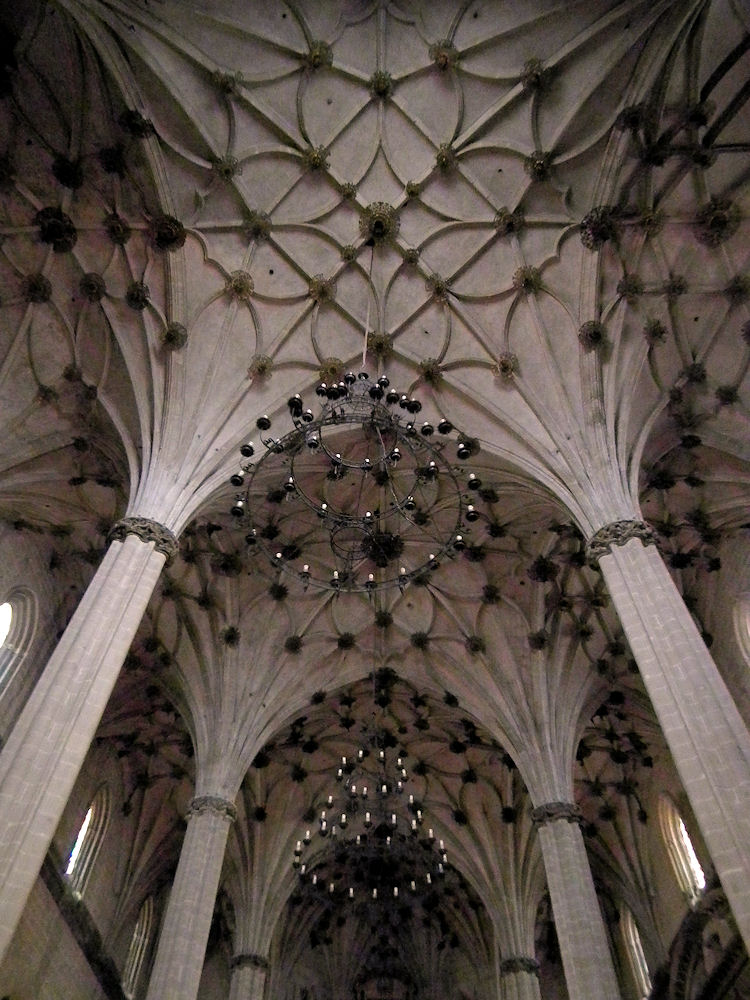
Bóveda de de crucería estrellada y columnas fasciculadas
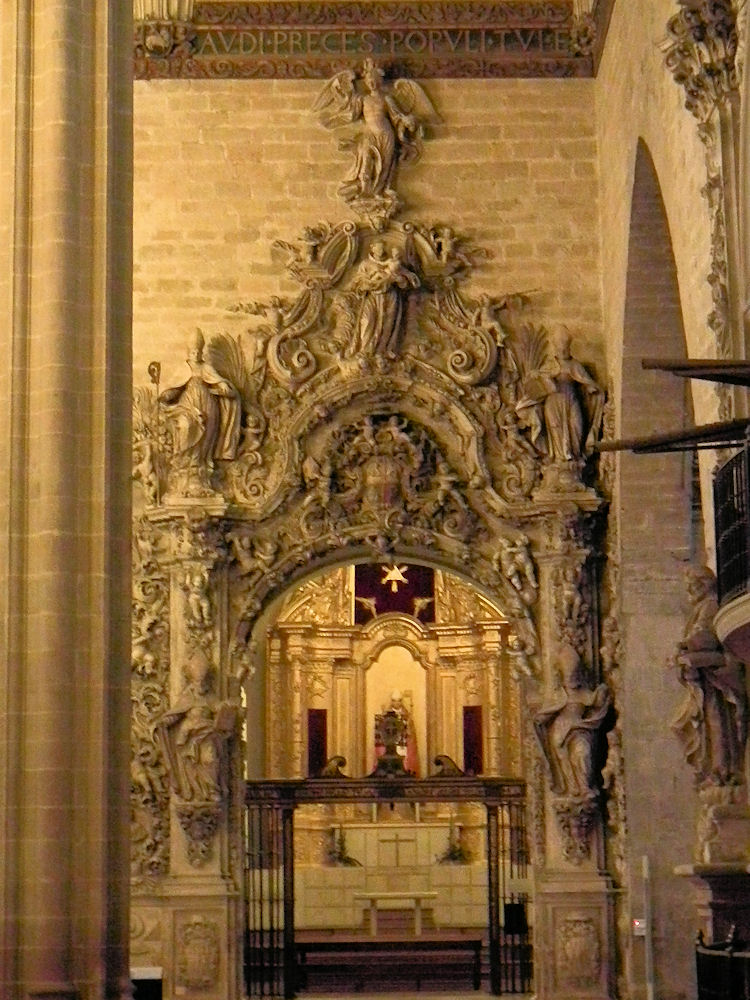
Portada barroca de la capilla de San Carlos Borromeo
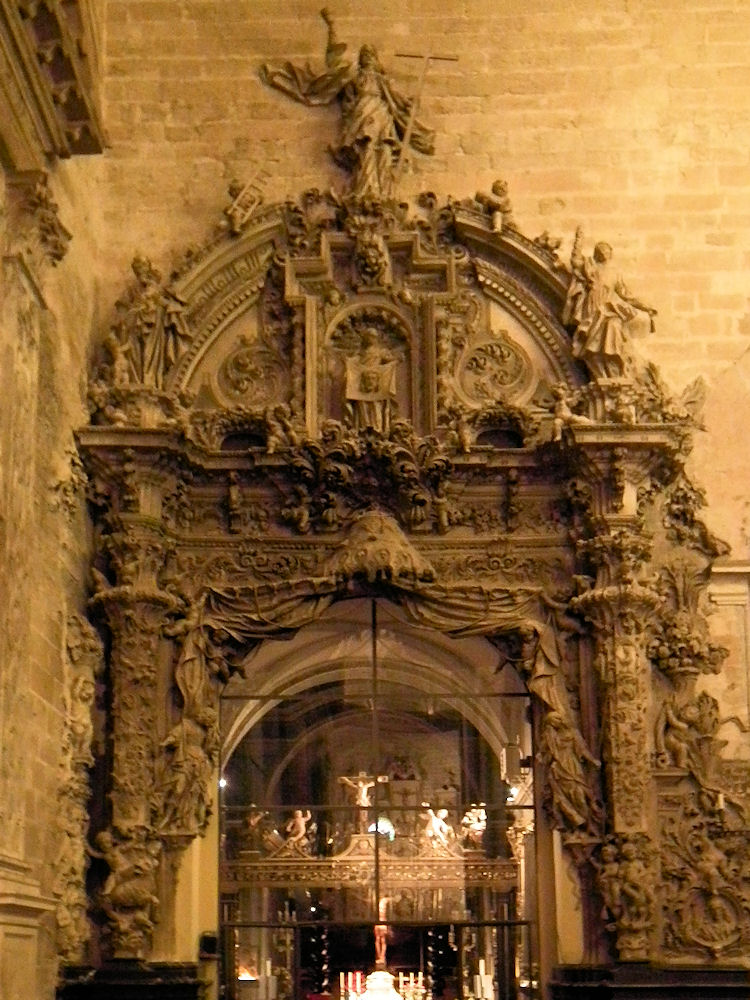
Portada barroca de la capilla del Santo Cristo de los Milagros
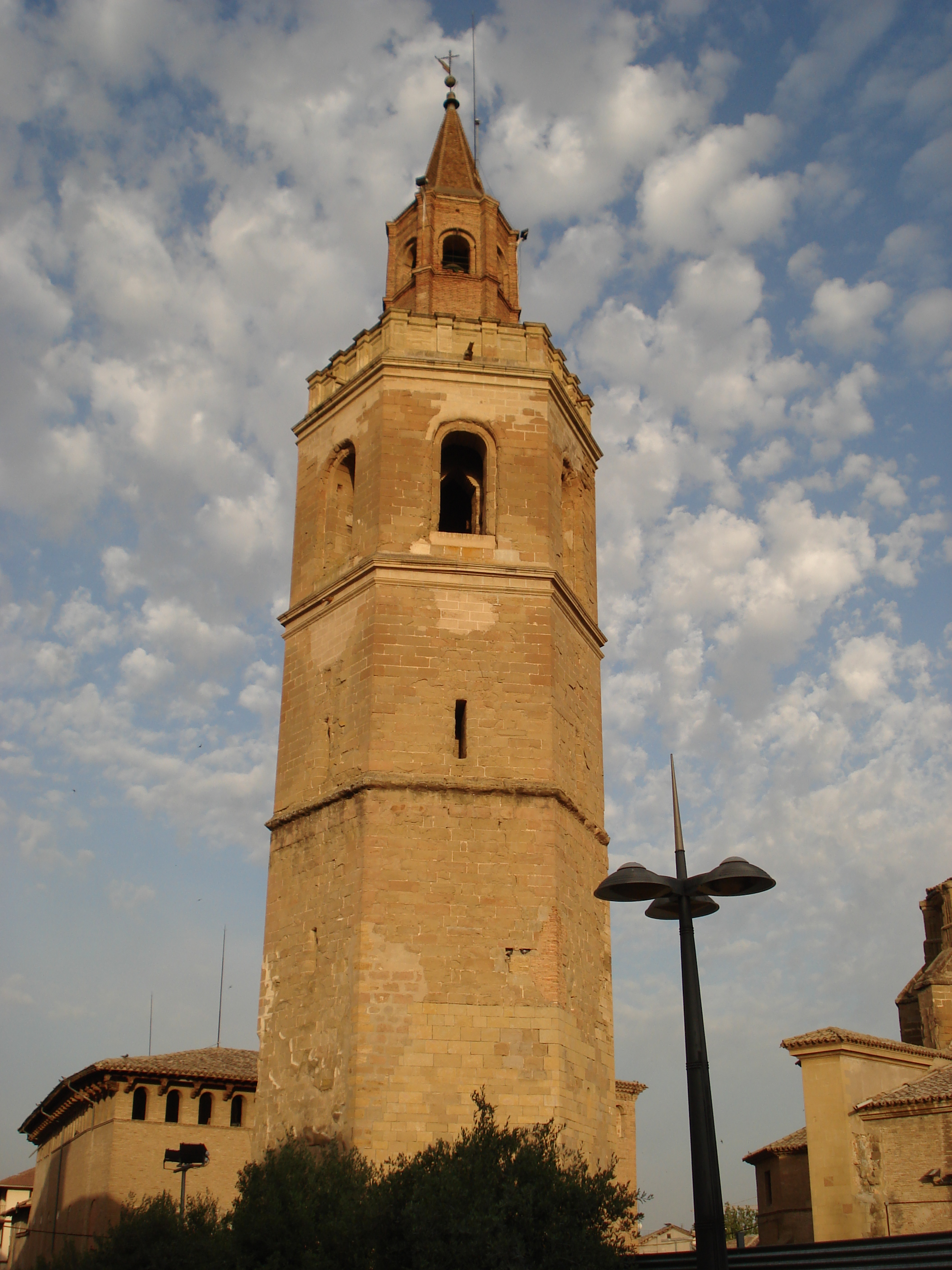
Torre campanario exenta

Entre los siglos XVII y XVIII, familias nobles de la ciudad, obispos, personajes relevantes de la curia y diversas cofradías, ampliarían las capillas de la Seo dotándolas de magníficas portadas. De todas ellas destacan las dos abiertas a los pies: la del Santo Cristo de los Milagros y la antigua capilla de San Carlos Borromeo, ambas construidas en la primera mitad del siglo XVIII en estilo barroco. En esta última yace el cuerpo incorrupto del obispo Florentino Asensio Barroso, asesinado durante la guerra civil española.
La sillería del coro, obra renacentista de los escultores Jorge Comón y Juan Jubero, se encuentra actualmente repartida entre el presbiterio y la capilla de la Dormición.
En el exterior, junto a la puerta oriental se halla la torre campanario, exenta de planta poligonal y posiblemente erigida sobre los cimientos del antiguo alminar. Es una atalaya desde la que se domina toda la población y auténtico símbolo de la ciudad. Presenta tres fases constructivas: la obra medieval, formada por los dos cuerpos inferiores; la reforma del siglo XVII llevada a cabo por Pedro de Ruesta y la reforma del capitel, ya en el siglo XVIII.
En la torre se ha mantenido a lo largo de los siglos un sistema de reloj mecánico que en la actualidad ha sido definitivamente desinstalado. El último reloj, operativo desde 1908 hasta 1994, hermoso una vez restaurado, se puede contemplar, al menos provisionalmente, en el Museo Diocesano.
Dicho Museo Diocesano reúne, además, importantes obras de arte medievales.